# Гопак (срібна монета)
«Гопа́к» — срібна пам'ятна монета номіналом 10 гривень, випущена Національним банком України, присвячена присвячена українському народному танцю — гопаку, у виконання якого включаються різні елементи хореографічної імпровізації.
Монету введено в обіг 29 липня 2011 року. Вона належить до серії «Українська спадщина».

## Опис монети та характеристики
| Номінал грн. | Метал            | Маса, г      | Діаметр, мм | Якість виготовлення | Гурт                           | Тираж, штук |
| ------------ | ---------------- | ------------ | ----------- | ------------------- | ------------------------------ | ----------- |
| 10           | срібло 925 проби | 31,1 / 33,62 | 38,6        | пруф                | гладкий із заглибленим написом | 7 000       |

### Аверс
На аверсі монети розміщено: малий Державний Герб України та напис півколом «НАЦІОНАЛЬНИЙ БАНК УКРАЇНИ», пару в стилізованому вирі танцю та унизу написи: «ДЕСЯТЬ ГРИВЕНЬ»; та рік карбування — «2011» (праворуч).

### Реверс
На реверсі монети зображено танцюючого козака із шаблею, ліворуч від якого — стилізований орнамент.

## Автори
- Художник — Кочубей Микола.

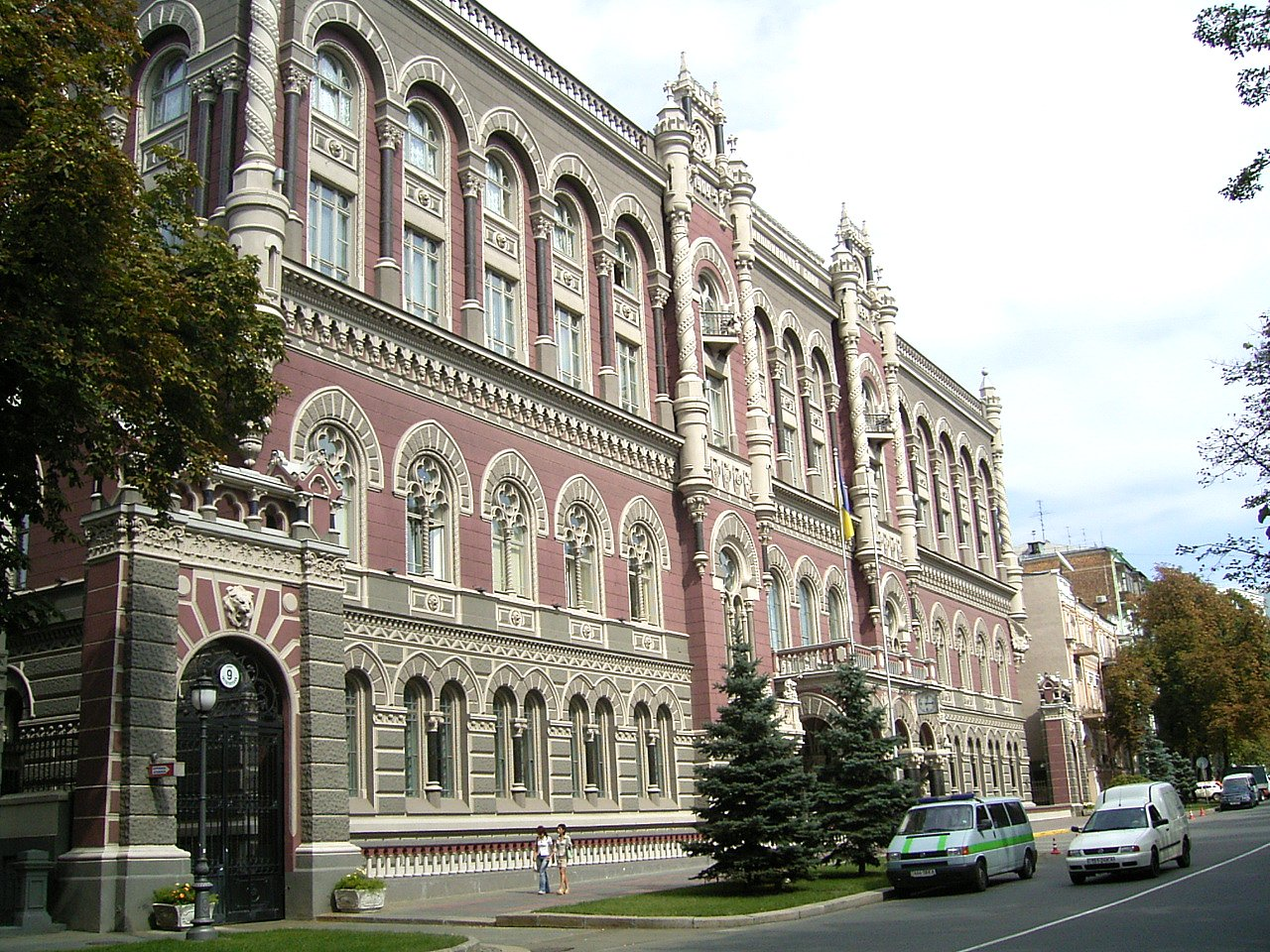
Будівля Національного банку України

- Скульптори: Дем'яненко Анатолій, Іваненко Святослав.

## Вартість монети
Ціна монети — 906 гривень, була вказана на сайті Національного банку України у 2016 році.
Фактична приблизна вартість монети з роками змінювалася так:
| Рік        | 2012 | 2013 | 2014 | 2015 | 2016 | 2017  | 2018 | 2019 | 2020 | 2021  | 2022  | 2023  | 2024  | 2025  |
| ---------- | ---- | ---- | ---- | ---- | ---- | ----- | ---- | ---- | ---- | ----- | ----- | ----- | ----- | ----- |
| Ціна, грн. | 600  | 650  | 550  | 750  | 800  | 1 200 | 970  | 870  | 890  | 1 100 | 1 650 | 2 200 | 4 100 | 4 500 |